# Santiago Méndez Ibarra
Santiago Méndez Ibarra (San Francisco de Campeche; 1798 - Ciudad de México; 1872) fue un político novohispano y, después, mexicano, gobernador de Yucatán en tres ocasiones (cuatro, si se considera que en su primer periodo fue sustituido temporalmente por el vicegobernador Miguel Barbachano, pero después volvió a asumir el cargo), durante el periodo de 1840 a 1857. Alternó en el poder de la entonces unificada Península de Yucatán con Miguel Barbachano. Entre ambos dirigieron políticamente al estado libre y soberano de Yucatán a lo largo de poco más de una década, durante el inicio de la denominada Guerra de Castas y en los aciagos años de la separación de Yucatán de México; y entre ambos, cada uno encabezando a su respectiva facción, se dio una permanente lucha política por el poder público del estado. Fue suegro del historiador, periodista y diplomático Justo Sierra O'Reilly y abuelo del escritor, maestro y periodista Justo Sierra Méndez.
El explorador norteamericano John Lloyd Stephens que había visitado Yucatán en 1843, describe a Santiago Méndez así:

...era un hombre alto, delgado, de una marcada fisonomía intelectual, y de apariencia y porte verdaderamente caballeresco...

## Trayectoria política
En su juventud, Santiago Méndez perteneció al partido político La Camarilla que era de tendencia conservadora; sin embargo, más tarde fue miembro de otro partido, La Liga, de tendencia liberal. 
En 1829 se manifestó en contra de la rebelión militar que ocurrió en Campeche en favor del centralismo, movimiento que finalmente llevó al poder a José Segundo Carvajal, que ya había sido gobernador en 1823 y que actuaba como agente político de Antonio López de Santa Anna, quien también había gobernado Yucatán en 1824.
Santiago Méndez se postuló para el cargo de gobernador de Yucatán para las elecciones de 1840. Resultó triunfante llevando de compañero para el cargo de vicegobernador a Miguel Barbachano y Tarrazo, quien más tarde se convertiría en su acérrimo adversario político. En esa ocasión ambos tuvieron que hacer frente a la invasión de las tropas federales enviadas por Antonio López de Santa Anna, logrando derrotarlas con un gran apoyo recibido por parte de la población y del ejército federalista de Yucatán. En este primer mandato duró Méndez en su encargo hasta 1844, aunque a mediados de su periodo solicitó licencia para viajar, sustituyéndolo temporalmente en el cargo de gobernador Miguel Barbachano.
En 1846, hubo un pronunciamiento en Campeche, otra vez suscitado por la controversia entre centralistas y federalistas. Méndez fue nombrado por el Congreso de Yucatán para asumir la gubernatura y retornó al poder. Su vicegobernador fue Manuel Sales Baraona. Las pugnas entre el partido Mendista y el Barbachanista se había agudizado para ese entonces. Ante el triunfo político de la facción de Méndez, Miguel Barbachano decide entonces emprender la retirada y se auto-exilió en La Habana, Cuba. En ese entonces Méndez proclamó la neutralidad de Yucatán en el conflicto que estallaba entre México y los Estados Unidos por la cuestión texana. 
Pero en Yucatán las cosas empeoraron como resultado del estallamiento de la denominada Guerra de Castas que vino a complicar seriamente la situación política, económica y social en la Península de Yucatán.  El gobernador Méndez agotó todos sus recursos para resolver la situación y fue hasta el límite de ofrecer la soberanía de Yucatán a fin de conseguir ayuda par resolver la situación bélica que empeoraba día con día. En el extremo de tal situación no tuvo más remedio que convocar a la unidad interna, llamando a Miguel Barbachano para que se reincorporara al estado, comisionándolo para negociar la paz con los indígenas primero y después, renunciando a la gobernatura en favor del propio Barbachano.
Santiago Méndez vivió un tiempo alejado de la política hasta que en 1855, ya pasada la peor crisis de la Guerra de Castas, fue llamado por el presidente Juan N. Álvarez para ejercer la gubernatura de Yucatán nuevamente, en carácter de interino, hasta 1857. Durante esa etapa de su gobierno, Méndez se dedicó a reestructurar la economía del estado y a reorganizar la administración pública, ambas seriamente dañadas por efecto, tanto de la sublevación indígena, como por los conflictos internos entre Campeche y Mérida, que seguían dándose en el estado. Al final de su interinato, tocó a Méndez el hacer la jura de la Constitución Mexicana de 1857. En ese mismo año, el 7 de agosto, con motivo de las elecciones para gobernador que fueron ganadas por Pantaleón Barrera, estalló el movimiento independista de los campechanos que habría de culminar unos años más tarde, en 1862, con la erección del estado libre y soberano de Campeche y su reconocimiento por el gobierno federal de Benito Juárez. Méndez, a pesar de haber nacido en Campeche, estuvo en desacuerdo con este movimiento separatista y viajó a la Ciudad de México para obstaculizar el proceso e impedir que se escindiera el estado de Yucatán. Sus gestiones fueron infructuosas.
Después de estos hechos, Santiago Méndez regresó a Yucatán. Más tarde vivió un tiempo en el estado de Veracruz para finalmente irse a radicar a la Ciudad de México, donde falleció de pleuresía en 1872 a la edad de 74 años.

## La Guerra de Castas
Insatisfechos por la situación de gran injusticia en la que vivían y a la que habían sido sometidos por varios siglos, y aprovechando la experiencia bélica y las armas que habían acopiado en las continuas batallas que el estado de Yucatán sostuvo con el ejército del gobierno centralista de México, que Antonio López de Santa Anna había enviado para forzar la reunificación de la Península a México, guerra en la que los mayas habían sido pieza fundamental para la defensa de Yucatán, tres líderes indígenas: Manuel Antonio Ay, cacique de Chichimilá; Cecilio Chi cacique de Tepich, y Jacinto Pat hacendado y cacique de Tihosuco planearon un movimiento rebelde . 

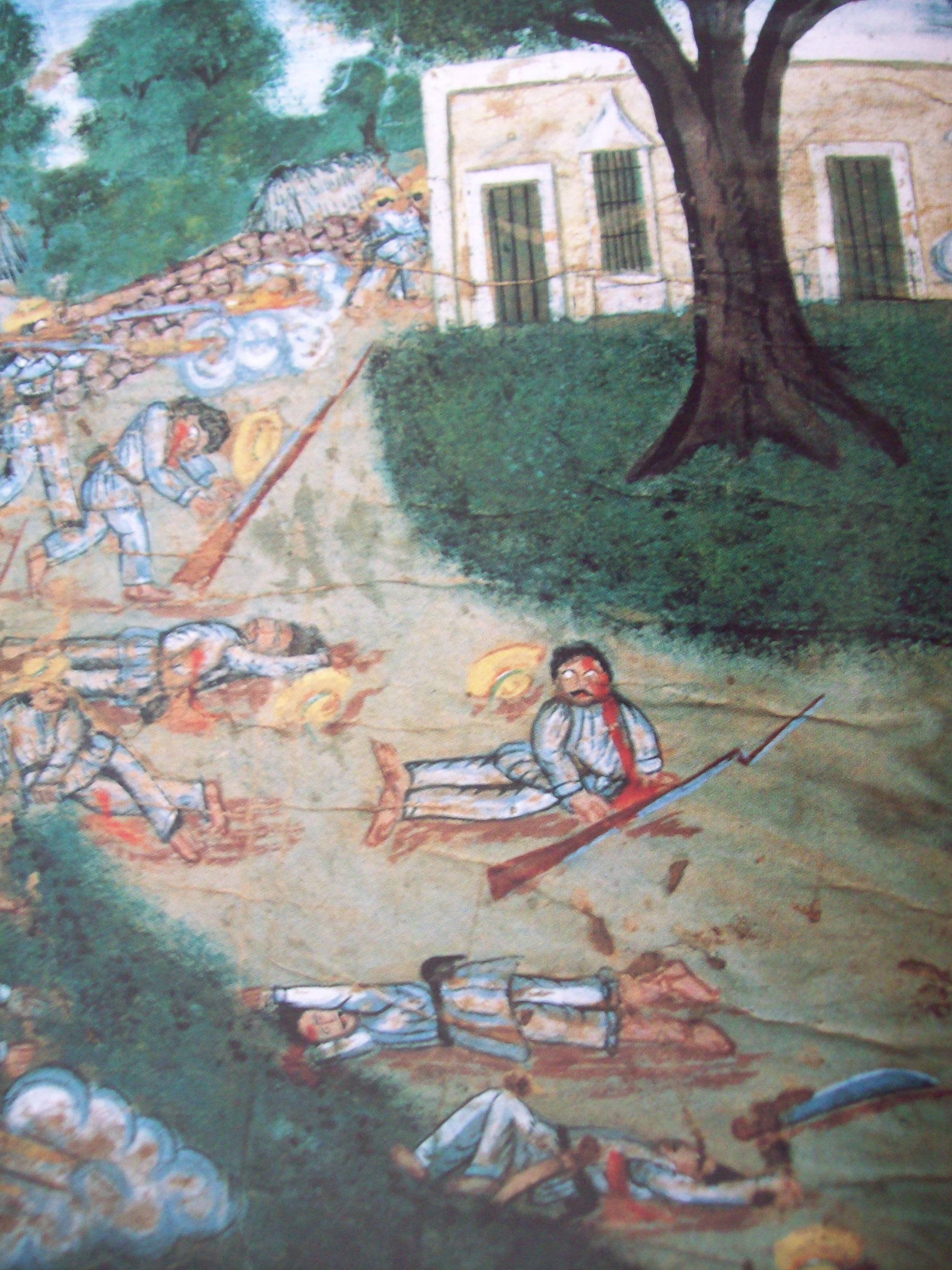
Una escena de la Guerra de Castas. Óleo sobre lienzo, anónimo, pintado hacia 1850.

El gobierno encabezado por Santiago Méndez actuó rápidamente contra los indígenas, sin discriminación alguna: aprehendió y sacrificó a varios de los caciques de, pero las poblaciones del sur y el oriente fueron cayendo en poder de los rebeldes, que dieron muerte a muchos de los habitantes incendiando los caseríos. 
El gobernador Méndez que era un político que ejercía influencia particularmente en Campeche — al tiempo que Barbachano controlaba a los grupos políticos de Mérida— se vio privado de los recursos y de la capacidad de maniobra para controlar la situación.  Desesperado, utilizó como negociador a Justo Sierra O'Reilly para obtener apoyos del extranjero arriesgando inclusive la soberanía yucateca, primero ante los Estados Unidos y después con el gobierno de Cuba, el de Jamaica británica, de España e Inglaterra, pero nadie atendió sus pretensiones. Ante esa situación, el gobierno envió una comisión a Washington que hizo el ofrecimiento formal para que Yucatán fuera anexado a Estados Unidos. El presidente James Knox Polk justipreciando la oferta, pasó una iniciativa llamada el Yucatan Bill al Congreso estadounidense, pero fue rechazada por este.
Por otro lado, el gobierno de Santiago Méndez intentó también negociar con una facción de los sublevados, la acaudillada por Cecilio Chi, pero sus emisarios fueron muertos por los rebeldes en Tinum. Agotadas sus opciones, nombró a Miguel Barbachano Comisionado para la paz, tratando de usar su influencia. Pero todo fue inútil. Méndez tuvo que renunciar para dar paso en el liderazgo del gobierno otra vez a Miguel Barbachano.
Epílogo
El levantamiento llegó a ser tan grande que la población no-indígena de Yucatán corrió el riesgo real de desaparecer. Fue entonces cuando el jefe rebelde, Jacinto Pat, acuartelado en Tzucacab puso condiciones para terminar con la guerra, lográndose por parte de Barbachano una línea de negociación que Méndez no había alcanzado. Pero estas negociaciones a la postre resultaron fallidas pues a pesar de firmarse con Pat los llamados Tratados de Tzucacab, el 19 de abril de 1848, cuando al gobierno blanco yucateco sólo le quedaban bajo control la Ciudad de Mérida, algunas poblaciones de la costa y el camino real a Campeche, Cecilio Chi, mucho más pugnaz, lo rechazó. Él buscaba el exterminio total de los blancos. Ese fue el momento más crítico de la guerra.
Por otro lado el gobierno de México buscando la reincorporación de Yucatán a la nación mexicana entregó, por ese entonces, 100 mil pesos al gobierno yucateco además de apoyo militar y logístico para ayudar a combatir a los rebeldes. Eso determinó el rumbo que tomaría la guerra a partir de entonces y en agosto de 1848, el gobierno de Barbachano, con renovados bríos y el apoyo de tropas federales, logró recuperar gran parte del territorio  que se había perdido.
La ciudad de Bacalar, hoy estado de Quintana Roo, permaneció en poder de los mayas hasta 1901, año en que fue recuperada por tropas del gobierno federal al mando del vicealmirante Ángel Ortiz Monasterio. Casi al mismo tiempo, el general Ignacio A. Bravo recuperó a su vez la población de Chan Santa Cruz, actualmente Felipe Carrillo Puerto, donde se había establecido el cuartel general de los sublevados.

## Obra
Santiago Méndez escribió un extenso trabajo llamado Noticias sobre las costumbres, trabajo, idioma, industria, fisonomía, etc. de los indios de Yucatán que fue publicado en el periódico El Repertorio Campechano.